# Lithobius ruderalus
Lithobius ruderalus – gatunek parecznika z rzędu drewniakokształtnych i rodziny drewniakowatych. Endemit Uralu Południowego.

## Taksonomia
Gatunek ten opisany został po raz pierwszy w 2008 roku przez Gjulli S. Farzaliewą i Siergieja Esjunina. Opisu dokonano na podstawie 5 samic i tyluż samców odłowionych w czerwcu i lipcu 2006 roku w Troickim rezerwacie przyrody, w obwodzie czelabińskim, w azjatyckiej części Rosji. Epitet gatunkowy jest latynizacją angielskiego słowa ruderal, oznaczającego „ruderalny” i odnoszącego się do siedliska w jakim znaleziono holotyp.
Jako najbliżej spokrewnione z tym drewniakiem wymienia się zachodniokaukaskie gatunki L. liber i L. elegans.

## Morfologia
Parecznik ten osiąga od 16,4 do 22,3 mm długości ciała. Ubarwiony jest brązowo z ciemniejszymi krawędziami szczękonóży i tyłem ciała. Głowę ma tak szeroką jak długą i nieco tylko szerszą od pierwszego tergitu tułowia. Czułki zbudowane są z dwudziestu silnie wydłużonych członów i nie sięgają połowy ciała. Po obu stronach głowy występuje od 14 do 21 jasnych oczu prostych, ustawionych w trzech lub czterech rzędach. Narząd Tömösváry’ego ma taką samą średnicę jak sąsiadujące z nim oko proste.
Coxosternum ma wąskie wcięcie środkowe i od 3 do pięciu zębów po obu jego stronach oraz porodonty ulokowane w kątach. Tergity dziewiąty, jedenasty i trzynasty mają u obu płci duże wyrostki tylno-boczne. Wszystkie odnóża kroczne mają stopy wyraźnie podzielone na dwa człony. Pary odnóży od dwunastej do piętnastej mają przy biodrach od 6 do 9 porów koksalnych o kształcie owalnym lub szczeliniastym.
Gonopody samca są jednoczłonowe, zaopatrzone w 2–3 szczecinki i skośnie ścięte na wierzchołku. Gonopody samicy są trójczłonowe, zwieńczone pazurkiem z trzema ząbkami; pierwszy ich człon ma od 5 do 7 kolców na stronie wewnętrznej, drugi od 7 do 10 na stronie grzbietowej, a trzeci 2 lub 3 u nasady strony wewnętrznej i 3 lub 4 na stronie grzbietowej.

## Ekologia i występowanie
Gatunek palearktyczny, endemiczny dla Uralu Południowego. Znany jest wyłącznie z miejsca typowego, położonego w Troickim rezerwacie przyrody na terenie obwodu czelabińskiego, u zachodnich podnóży Uralu i w pobliżu granicy z Kazachstanem. Najbliżej spokrewnione z nim gatunki występują na wzgórzach Przedkaukazia. Ich specjacja jest wynikiem przerwania zasięgu taksonu w plejstocenie, związanego z zanikiem tundrostepu i formowaniem się obecnych biomów. Gatunki tundrostepowe zostały w tym procesie ograniczone do reliktowych populacji na wyżynach i kserotermach.
Jedyne znane stanowisko ma charakter ruderalny. Wije znajdywano pod kamieniami i w pułapkach glebowych.